# 佐賀県道279号妙見満島線
佐賀県道279号妙見満島線（さがけんどう279ごう みょうけんみつしません）は、佐賀県唐津市を通る、かつて存在した一般県道である。

## 概要
唐津市海岸通から東唐津4丁目に至る。通称産業道路。

### 路線データ
- 起点：佐賀県唐津市海岸通（魚市場入口交差点、佐賀県道216号唐津港線起点）
- 終点：佐賀県唐津市東唐津4丁目（東唐津交差点、佐賀県道347号虹の松原線交点）

## 歴史
- 2009年（平成21年）12月31日 - 佐賀県告示第412号により廃止[1]。

## 路線状況

### 通称
- 産業道路

### 道路施設

#### 橋梁
- 松原橋（唐津市）
- 舞鶴橋（唐津市）

## 地理

### 通過していた自治体
- 唐津市

### 交差していた道路
| 交差していた道路        | 交差していた場所 | 交差していた場所        |
| ----------------------- | ---------------- | ----------------------- |
| 佐賀県道216号唐津港線   | 海岸通           | 魚市場入口交差点 / 起点 |
| 佐賀県道347号虹の松原線 | 東唐津4丁目      | 東唐津交差点 / 終点     |

### 沿線
- 唐津警察署
- 唐津市立大志小学校
- 唐津城
- 早稲田佐賀中学校・高等学校
- 唐津市立東唐津小学校